# Плавучий остров

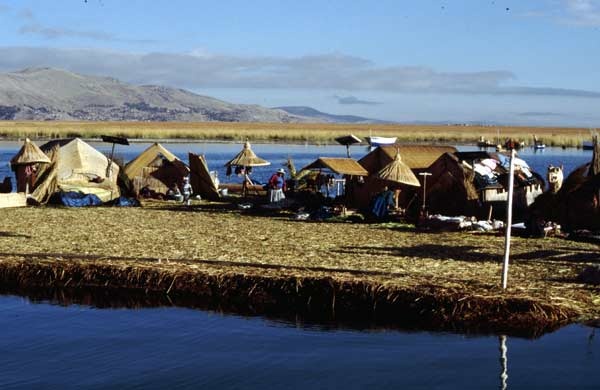
Плавучий остров, созданный индейцами уру, на озере Титикака.

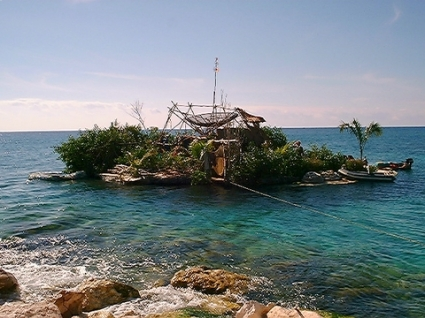
«Спиральный остров» (Мексика)

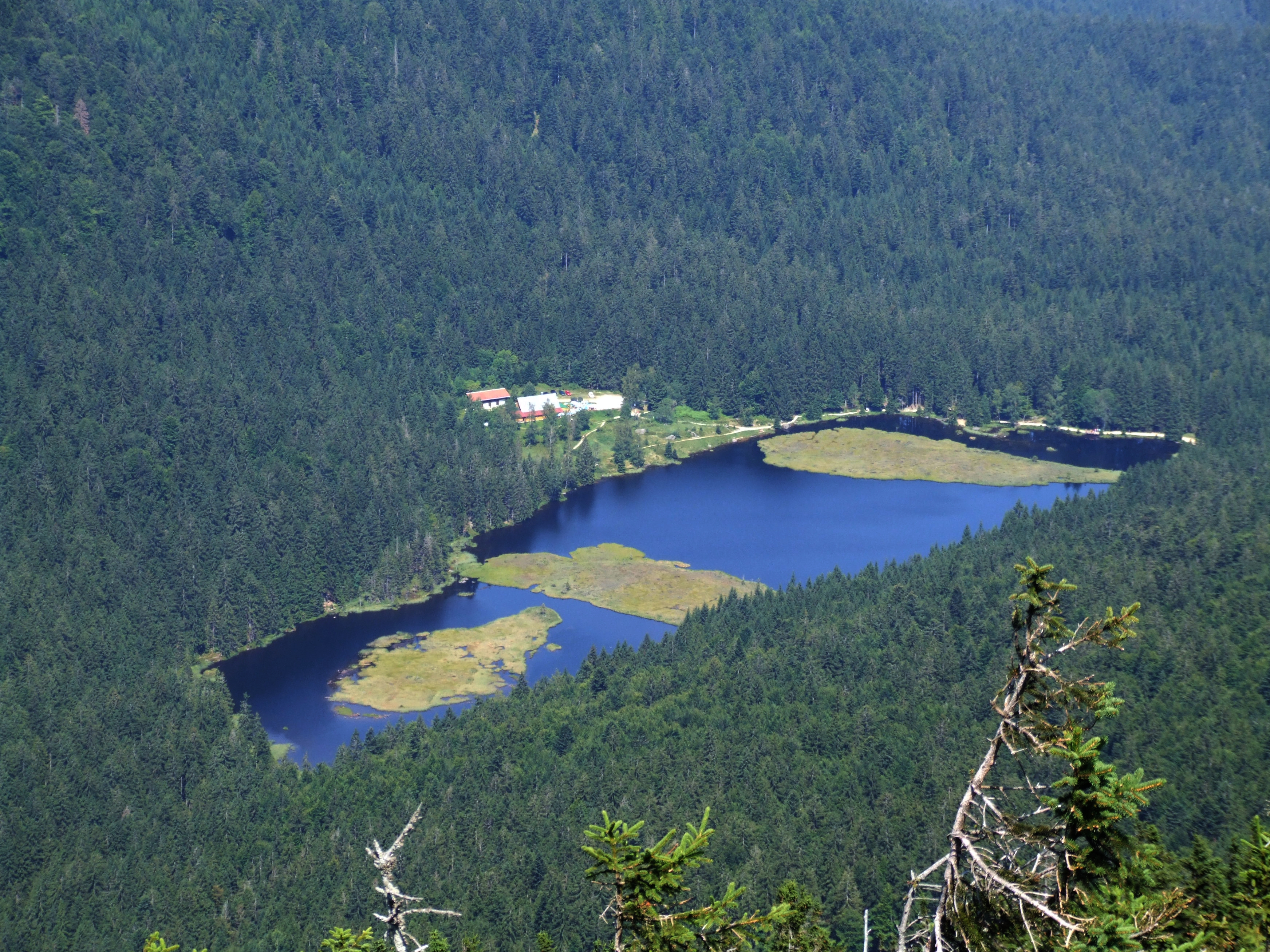
Озеро Кляйнер-Аберзе (Германия)

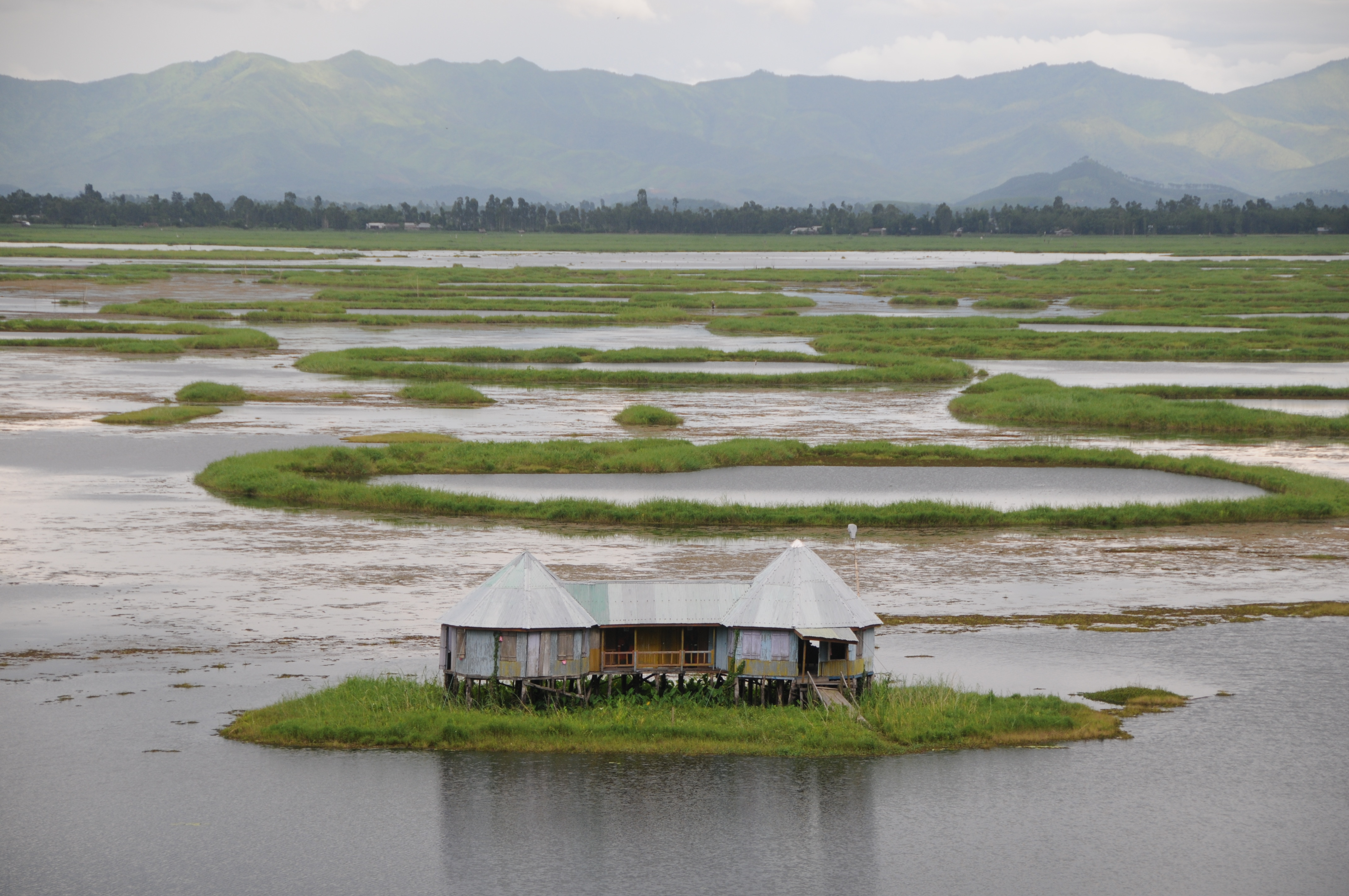
Озеро Локтак (Индия)

Плавучий остров — плотная масса, состоящая из плавающих водорослей, других органических веществ, тины, торфа или других объектов, собранная в компактный объект (остров), свободно перемещающаяся по водной поверхности, чаще всего по озёрам (см. озёрный остров), маршам и схожим гидрографическим объектам. Толщина такого острова составляет от нескольких сантиметров до метра и более, а площадь может достигать нескольких гектар. Плавучие острова — не редкость, они встречаются практически повсеместно. Как правило, такие острова являются естественными объектами, созданными природой, но реже встречаются и плавучие острова, созданные человеком.

## Естественные острова
Основу природных плавучих островов часто образуют рогоз, схеноплектус, осоковые, тростник, произрастающие по берегам. Сильный ветер может срывать эти растения, сбивать в компактную массу, и в дальнейшем они путешествуют по водной поверхности. Воздух, содержащийся в корнях растений, не даёт им затонуть. Часто тот же ветер через некоторое время уничтожает получившийся «остров».
Извержения вулканов могут создавать так называемые «пемзовые плоты», которые путешествуют по океану месяцами и даже годами, пока не пропитаются водой достаточно для того, чтобы затонуть. За это время на них могут вырасти травы и даже пальмы.
Типичным примером естественного плавучего острова может служить всплывший торфяник, в дальнейшем такое образование может закрепиться и стать обычным островом, пример — остров Святовский Мох на Рыбинском водохранилище, площадь которого составляет 11 км².

## Искусственные острова
См. также: Колонизация океана.
Искусственные плавучие острова часто делаются из связанного тростника. Наиболее известны в этом плане индейцы уру, которые обитают по берегам озера Титикака. Они создают искусственные острова из растения totora таких размеров, что на них может разместиться полноценная деревня. Причиной создания таких поселений стали воинственные соседи уру — инки и кулла.
Столица ацтеков, Теночтитлан, находившаяся на острове на озере Тескоко, была окружена чинампами — небольшими искусственными островами для сельского хозяйства, впрочем, они редко были в полном смысле этого слова плавучими. Ныне нечто подобное встречается в Китае, в частности на озере Тайху, на них выращивают рис, пшеницу и канну, площадь таких островов достигает 10 000 м².
Во время Второй мировой войны британские кораблестроители задумали строительство гигантского (размер 610 на 92 метра) авианосца из пайкерита. Проект реализовать не смогли, и «Хабаккук» стал просто плавучим островом-айсбергом.
В 1998 году британец Ричарт Соуа создал «Спиральный остров» размером 20 на 16 метров в городке Пуэрто-Авентурас (Мексика) на берегу Карибского моря. Его основу составила сеть, наполненная пустыми пластиковыми бутылками (ок. 250 000 штук), далее он использовал фанеру и бамбук, на которые насыпал песка и посадил растения, в том числе мангры, высота которых превысила 4,5 метра. На острове уместился двухэтажный домик, туалет, три пляжа. В 2005 году это произведение искусства уничтожил ураган Эмили. В 2008 году Соуа создал в водах острова Мухерес новый плавучий остров, который назвал Джойкси. Он имел диаметр 20 метров (позднее увеличился до 25 метров), его основу составили около 100 000 пластиковых бутылок, на острове разместились три пляжа, домик, два пруда, искусственные водопад и речка, работающие от солнечной энергии, а также посудомоечная машина, работающая от энергии волн.
В 2007 году плавучий остров для канадских выдр был сооружён в парке дикой природы ZooMontana (Монтана, США). В 2011 году началось создание искусственных плавучих островов в солёных озёрах Сиднейского олимпийского парка (Австралия). Их основу составляет растение солерос, на этих островах стали селиться чёрные лебеди, ходулочники, австралийские шилоклювки, серые кряквы, каштановые чирки.
В планах нидерландской компании Whim Architects создать между Гавайями и Калифорнией искусственный плавучий остров из мусора, плавающего в Тихом океане. Предполагаемый размер сооружения — до 1000 км², там будут жить беженцы со всего мира. Остров будет полностью автономным, независимым от внешнего мира.

## Озёра, известные плавучими островами
- Амбейгог  США
- Титикака[6]  Перу /  Боливия
- Поркуни[эст.]  Эстония
- Рыбинское водохранилище  Россия
- Шайтан  Россия
- Кравцово  Россия
- Ижевский пруд  Россия[7]
- Виситорское Озеро[серб.]  Черногория
- Власинское Озеро  Сербия
- Marais audomarois  Франция
- Кляйнер-Аберзе[нем.]  Германия
- Виктория  Танзания /  Кения /  Уганда
- Кьога  Уганда
- Ньяса[8]  Малави /  Мозамбик /  Танзания
- Упемба  ДР Конго
- Чад  Чад /  Камерун /  Нигер /  Нигерия
- Хартбиспурт[англ.]  ЮАР
- Локтак[9]  Индия
- Парасар  Индия
- Инле  Мьянма
- Тайху  Китай